# Обсерватория Улугбека
Обсерватория Улугбека (узб. Ulug‘bek rasadxonasi / Улуғбек расадхонаси) — одна из наиболее значительных обсерваторий средневековья, построенная Улугбеком на холме Кухак в окрестностях Самарканда в 1424—1428 годах.

## Общая характеристика

Самарканд. 1929 год. Внешний вид остатков обсерватории Улугбека

Остатки обсерватории были найдены и исследованы археологом В. Л. Вяткиным в 1908 году. Обнаружить точное описание места расположения обсерватории помогло изучение одного из документов XVII века: дарственной на земли для дервишской обители. В 1948 г. экспедиция Института истории и археологии Академии наук Узбекской ССР, руководимая археологом В. А. Шишкиным (1893—1966), завершила последний этап раскопок, обнажив фундаменты обсерватории и фрагменты здания вплоть до их основания на природной скале.
Согласно сделанной реконструкции, обсерватория имела вид трёхэтажной цилиндрической постройки высотой 30,4 м и диаметром 46,40 м, и вмещала ориентированный с севера на юг грандиозный угломер — секстант (или квадрант) радиусом 40,21 м, на котором производились измерения высоты небесных светил над горизонтом при прохождении их через небесный меридиан. Прибор открыт раскопками и хорошо сохранился в подземной части. Предполагается, что его дуга составляла шестую часть окружности с рабочей частью от 20° до 80°.
Дуга инструмента ограничена двумя барьерами, облицованными мрамором. На каждом градусе круга по мрамору вырезаны деления и цифры. Каждому градусу соответствует интервал в 70 см. Вдоль барьеров идут кирпичные лестницы.
Азимутальные наблюдения могли производиться с помощью горизонтального круга на крыше здания. В обсерватории имелись и другие инструменты, которые не сохранились.
В обсерватории Улугбека работали такие крупные астрономы, как Кази-заде ар-Руми, ал-Каши, ал-Кушчи. Здесь к 1437 году был составлен Гурганский зидж — каталог звёздного неба, в котором были описаны 1018 звёзд. Там же была определена продолжительность звёздного года: 365 дней, 6 часов, 10 минут, 8 секунд (с погрешностью + 58 секунд).

## История возникновения обсерватории

Самарканд. Вид остатков секстанта обсерватории Улугбека

Создатель обсерватории Мухаммад Тарагай Улугбек, внук Тимура (Тамерлана), родился в 1394 году, за 11 лет до смерти своего деда. Учителями царевича были писатель и философ Ариф Азари и крупный математик Казы-заде Руми, который впоследствии много сделал для обсерватории. Улугбек с детства проявлял большие способности и интерес к математике. 
Став правителем Самарканда в 1409 году, Улугбек старался развивать науку и через 10 лет приступил к осуществлению своей давней мечты — созданию обсерватории. Главным своим консультантом в этом большом деле Улугбек называет Руми. «При помощи и содействии учителя, — пишет он, — великого учёного, несущего знамя науки, указывающего пути истины и исследования, Казы-заде Руми приступили к созданию обсерватории».
Обсерватория — постройка особого рода, и тут главная роль принадлежала не архитектору, а учёным, определявшим размещение и размеры встроенных в здание инструментов, то есть Улугбеку и Руми. Надо сказать, что принятые ими решения были смелыми и оригинальными.
Строительство заняло около трёх лет. К 1428—1429 годам здание обсерватории было готово. Началась установка и выверка приборов. Этим по просьбе Улугбека занимался астроном и блестящий математик из Кашана Джемшид ал-Каши (1373—1430 годы).
Научная программа обсерватории была рассчитана, как минимум, на 30 лет (период обращения Сатурна). Государственные дела не позволяли Улугбеку постоянно входить во все тонкости работы обсерватории. Но то, что астрономия не была для Улугбека мимолётной прихотью, доказано всей его жизнью. Он постоянно опекал своё детище, был вдохновителем и научным руководителем всех основных работ.
Первые десять лет существования обсерватории ею руководил Джемшид ал-Каши. После его смерти этот пост занял семидесятилетний Казы-заде Руми. Но через шесть лет, в 1436 году, Руми тоже умер. 
В советский период ошибочно писали, что после убийства Улугбека в 1449 году обсерватория прекратила существование, а здание её было разрушено религиозными фанатиками. На самом деле после Улугбека обсерватория ещё продолжала работать два десятилетия под руководством его ученика Али Кушчи. Только в 1469 году, после гибели правителя Самарканда  Абу Саида в походе на Западный Иран, учёные стали переселяться в процветающий Герат. Так, Али Кушчи с учениками вынужден был покинуть обсерваторию и переехать в Герат, где первым министром государства был выдающийся поэт Востока и государственный деятель тимуридского Хорасана Алишер Навои, который оказывал протекцию и поддерживал материально учёных, мыслителей, художников, музыкантов и поэтов. Вскоре самаркандского астронома пригласили в Константинополь. Там он закончил и издал труды обсерватории. Астрономические таблицы, составленные в обсерватории Улугбека, пользовались заслуженной славой на Востоке и очень долго оставались непревзойдёнными по точности. В Европе они были впервые изданы в 1650 году.
Опустевшее здание обсерватории стояло ещё много лет и лишь в конце XVI века жители Самарканда разобрали обсерваторию на кирпичи. Свидетельством этого являются находки деталей архитектуры обсерватории на территории старого города.

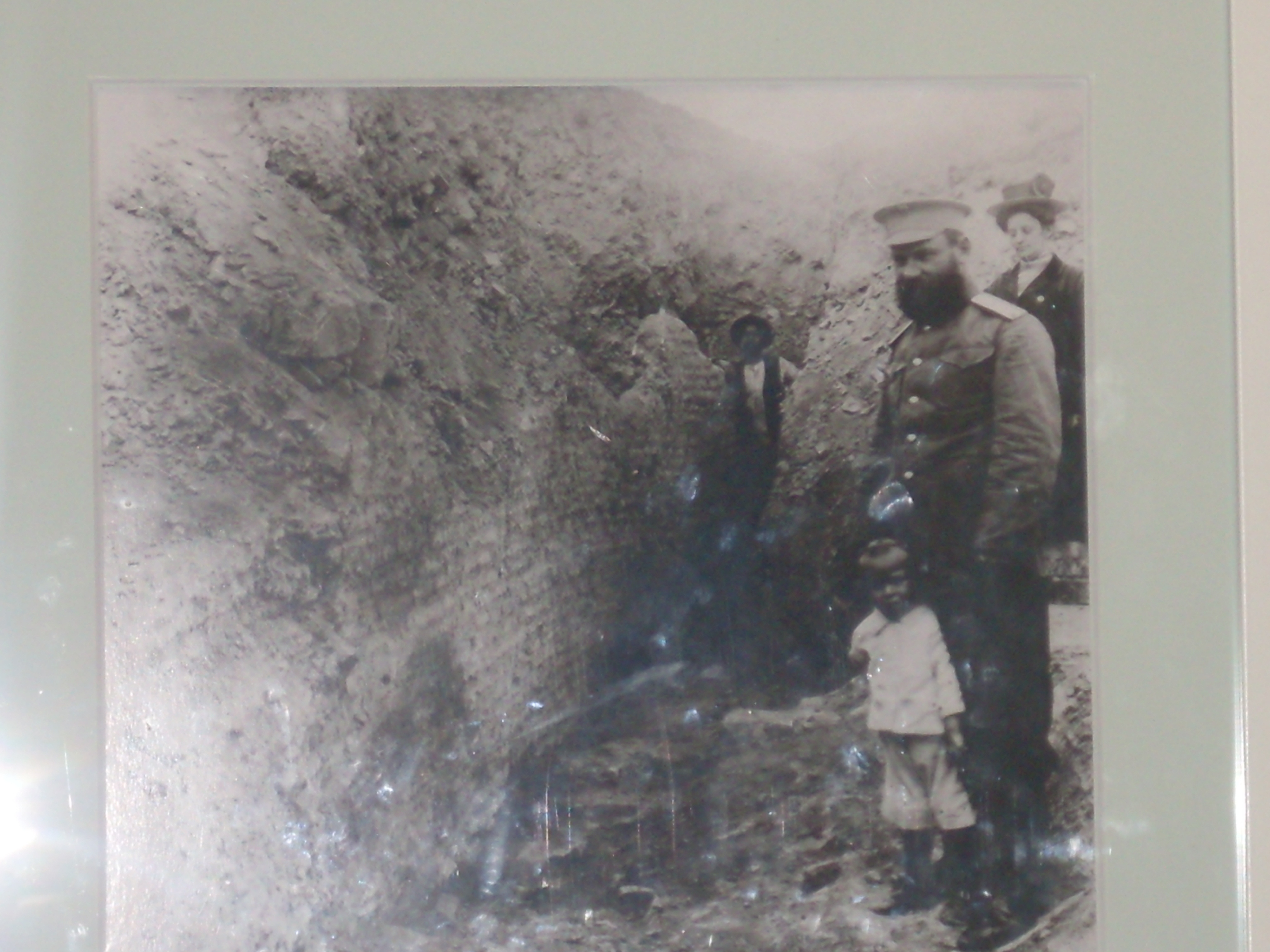
Семья В. Л. Вяткина.
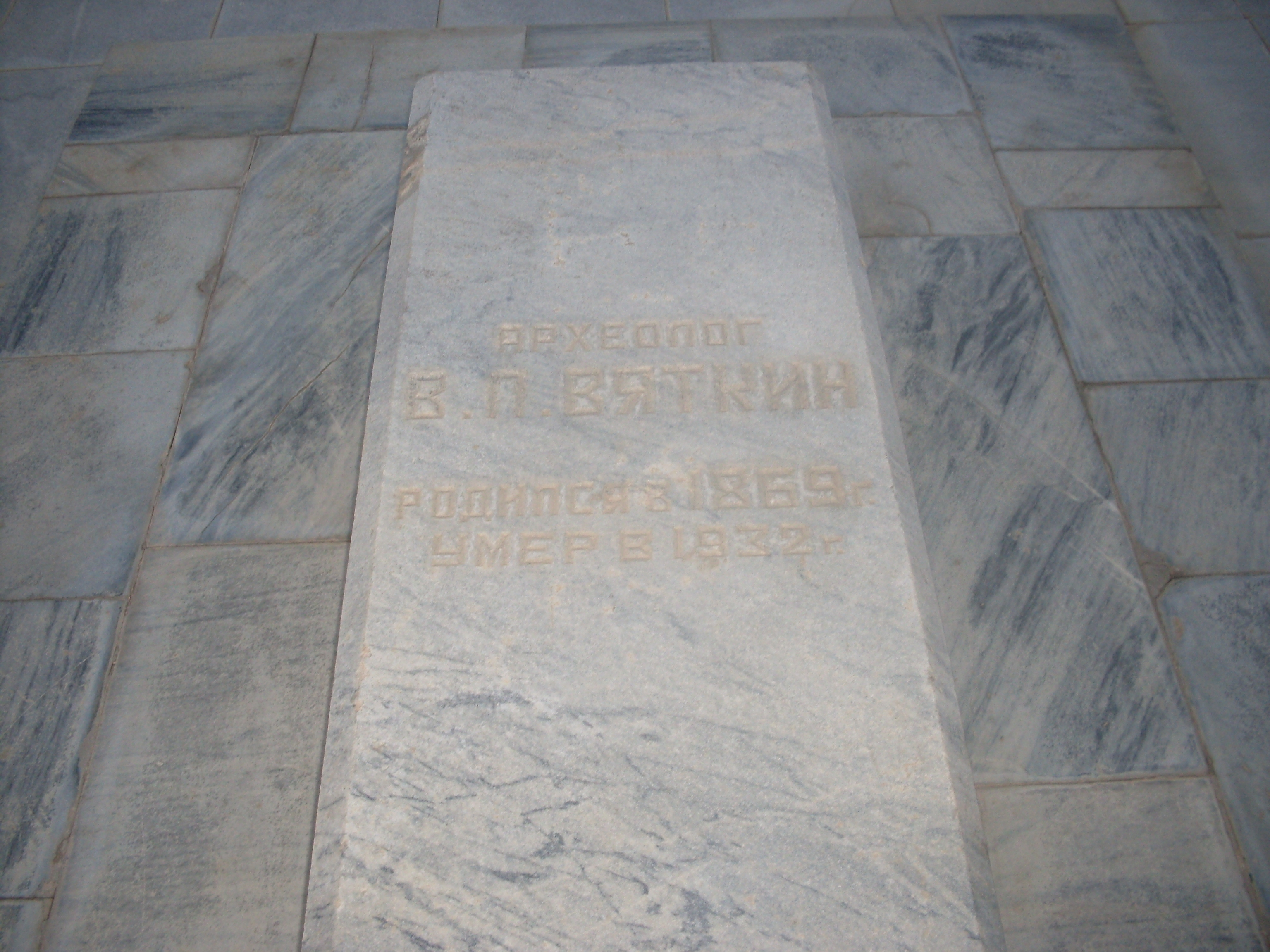
Надгробный камень. Могила В. Л. Вяткина находится в центре обсерватории.
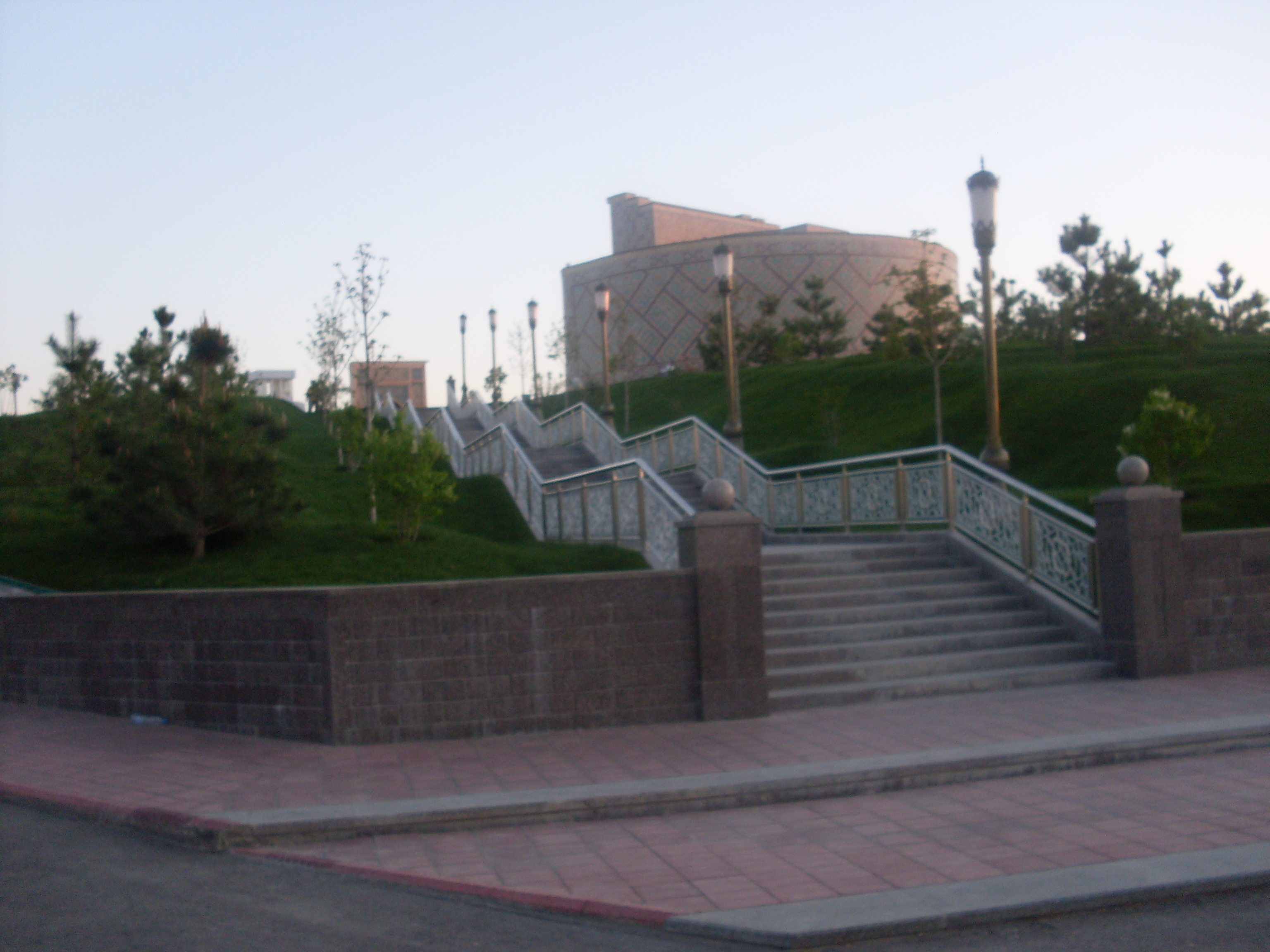
Музей
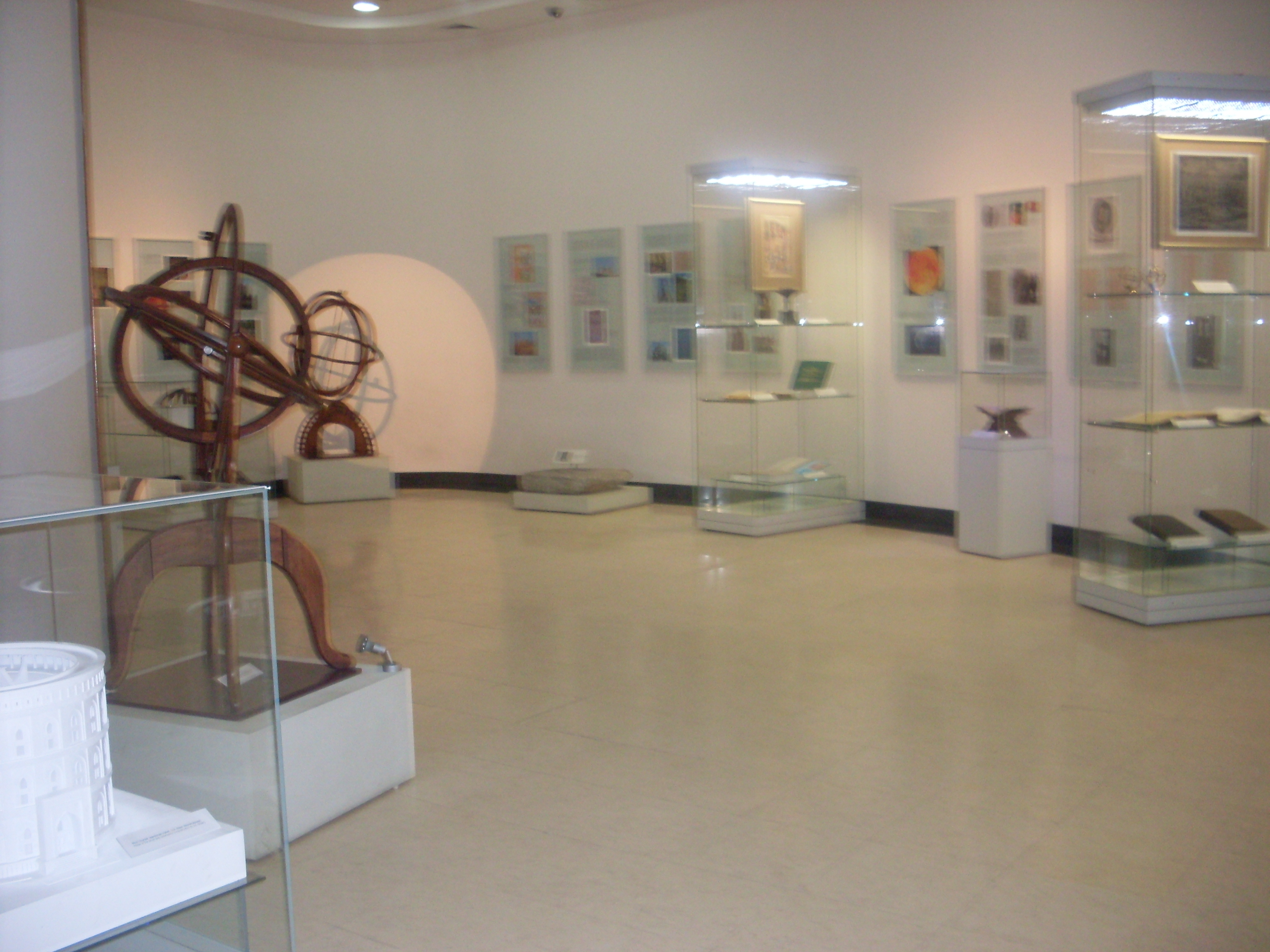
Музей
Макет здания
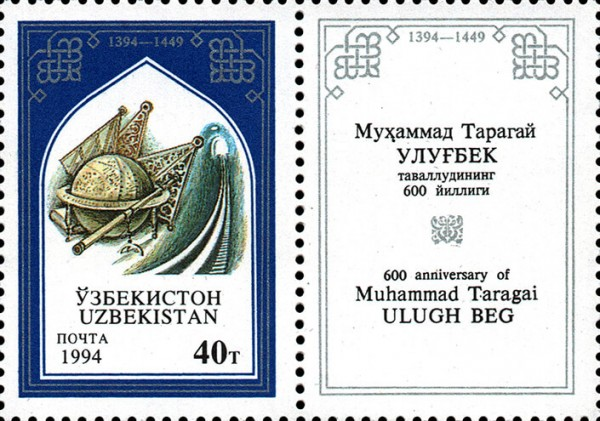
На почтовой марке Узбекистана 1994